# Појнт Хоуп (Аљаска)
Појнт Хоуп (енгл. Point Hope, лит. прев. Рт Наде) град је у америчкој савезној држави Аљаска.

## Демографија
По попису из 2010. године број становника је 674, што је 83 (-11,0%) становника мање него 2000. године.
| Група             | 2000.     | 2010.     |
| Белци             | 64 (8,5%) | 39 (5,8%) |
| Афроамериканци    | 1 (0,1%)  | 3 (0,4%)  |
| Азијати           | 1 (0,1%)  | 0 (0,0%)  |
| Хиспаноамериканци | 13 (1,7%) | 13 (1,9%) |
| Укупно            | 757       | 674       |